# Shan Yilin
Shan Yilin, född 3 april 2001 i Qinhuangdao, är en kinesisk paraidrottare som tävlar i skidskytte. Hon tävlar i klassen LW12, som är för sittande idrottare.
Shan föddes med ett missbildning i nedre delen av sitt högra ben, vilket innebär att hon inte kan gå ordentligt.

## Karriär
Shan började med skidskytte 2016. Hon tävlade vid paralympiska vinterspelen 2022 i Peking och tog silver i damernas 6 kilometer sittande efter att slutat bakom amerikanska Oksana Masters. Shan tog även ett brons i damernas 12,5 kilometer sittande efter att slutat bakom Oksana Masters och Kendall Gretsch från USA.